# NGC 6863
NGC 6863 est une chaîne d'étoiles située dans la constellation de l'Aigle. L'astronome britannique John Herschel a enregistré la position de cette chaîne le 25 juillet 1827 